# Sindangmandi (Baros)
Sindangmandi is een bestuurslaag in het regentschap Serang van de provincie Banten, Indonesië. Sindangmandi telt 4776 inwoners (volkstelling 2010).